# Arsyad Yusgiantoro
Arsyad Yusgiantoro (sinh ngày 11 tháng 7 năm 1996, ở Tulungagung) là một cầu thủ bóng đá người Indonesia thi đấu cho PSM Makassar ở Liga 1 ở vị trí Tiền vệ chạy cánh.

## Sự nghiệp
Năm 2016, Arsyad gia nhập Persegres Gresik United thi đấu Indonesia Soccer Championship A 2016. Arsyad lần đầu tiên ghi bàn khi Persegres vượt lên trước Semen Padang FC, anh ghi một bàn thắng ở phút 49.

## Sự nghiệp quốc tế
Anh được triệu tập vào Indonesia ngày 21 tháng 3 năm 2017 trước Myanmar ở trận giao hữu.